# Салмина, Нина Гавриловна
Ни́на Гаври́ловна Салмина (род. 1931) — советский и российский психолог, педагог, доктор психологических наук (1988), профессор (1992).
Область научных исследований: педагогическая психология, автор более 220 научных и методических работ.

## Биография
Родилась 25 сентября 1931 года в Безенчукском районе Куйбышевской области (ныне Самарская область).
В 1954 году окончила отделение психологии философского факультета Московского государственного университета и по рекомендации С. Л. Рубинштейна была принята в аспирантуру Ленинградского государственного педагогического института им. Герцена. В 1961 году под руководством П. Я. Гальперина защитила кандидатскую диссертацию на тему «Формирование обобщений в раннем детстве», в 1988 году — докторскую диссертацию на тему «Структура, функционирование, формирование знаково-символической деятельности».
С 1962 года Нина Гавриловна Салмина работает в МГУ им. М. В. Ломоносова на философском факультете, затем — на факультете психологии (после его образования). С 1993 года профессор Международного образовательного и психологического колледжа. Член специализированных советов по защите кандидатских диссертаций на факультете психологии МГУ, в Психологическом институте РАО, в Исследовательском Центре семьи и детства, а также в Исследовательском центре проблем качества подготовки специалистов. Член редколлегий журналов «Культурно-историческая психология», «Психологическая наука и образование», «Психология обучения».

## Заслуги
- Заслуженный профессор МГУ имени М. В. Ломоносова (2001)
- Лауреат премии Президента РФ в области образования за вклад в разработку деятельностного подхода к развитию психики (1997)[2][6]
- Награждена медалями «Ветеран труда» (1986) и «В память 850-летия Москвы» (1997)
- Удостоена нагрудных юбилейных знаков «225 лет МГУ им. М. В. Ломоносова» и «250 лет МГУ им. М. В. Ломоносова»